# Takashi Ono
Takashi Ono (jap. 小野 喬, Ono Takashi; * 26. Juli 1931 in Noshiro) ist ein ehemaliger japanischer Kunstturner. Mit fünf Goldmedaillen, vier Silbermedaillen und vier Bronzemedaillen gehört er zu den erfolgreichsten Sportlern bei Olympischen Spielen.

## Karriere
Bei den Olympischen Spielen 1952 gewann er im Pferdsprung seine erste olympische Medaille. Vier Jahre später in Melbourne gewann er am Reck die erste olympische Goldmedaille eines japanischen Turners überhaupt. Im Zwölfkampf gewann er Silber mit dem geringstmöglichen Rückstand von 0,05 Punkten auf Wiktor Tschukarin.
In Rom 1960 gewann er am Reck und im Pferdsprung. Als stärkster Einzelturner der japanischen Riege hatte er entscheidenden Anteil daran, dass Japan erstmals die olympische Mannschaftswertung gewinnen konnte. Im Zwölfkampf gewann er erneut Silber und hatte erneut 0,05 Punkte Rückstand auf den Sieger Boris Schachlin.
Die Olympischen Spiele 1964 in Tokio bildeten den Abschluss von Onos erfolgreicher Laufbahn. Bei der Eröffnungsfeier sprach er den olympischen Eid. Mit der Mannschaft gewann er noch einmal eine olympische Goldmedaille.
Er war bis zu ihrem Tod im März 2021 mit Kiyoko Ono, die ebenfalls als Kunstturnerin an den Olympischen Spielen in Tokio teilnahm, verheiratet. 1998 wurde Takashi Ono in die International Gymnastics Hall of Fame aufgenommen.

## Internationale Erfolge
- Olympische Spiele 1952
  - Platz 12 im Mehrkampf
  - Platz 3 im Pferdsprung
  - Platz 4 am Boden
  - Platz 5 in der Mannschaftswertung
- Weltmeisterschaften 1954
  - Platz 2 in der Mannschaftswertung
- Olympische Spiele 1956
  - Platz 2 im Mehrkampf
  - Platz 1 am Reck
  - Platz 2 am Seitpferd
  - Platz 3 am Barren
  - Platz 5 an den Ringen
  - Platz 2 in der Mannschaftswertung
- Weltmeisterschaften 1958
  - Platz 2 im Mehrkampf
  - Platz 2 am Barren
  - Platz 2 am Boden
  - Platz 3 im Pferdsprung
  - Platz 2 in der Mannschaftswertung
- Olympische Spiele 1960
  - Platz 2 im Mehrkampf
  - Platz 1 im Pferdsprung
  - Platz 1 am Reck
  - Platz 3 am Barren
  - Platz 3 an den Ringen
  - Platz 4 am Boden
  - Platz 6 am Seitpferd
  - Platz 1 in der Mannschaftswertung
- Weltmeisterschaften 1962
  - Platz 1 am Reck
  - Platz 1 in der Mannschaftswertung
- Olympische Spiele 1964
  - Platz 11 im Mehrkampf
  - Platz 6 am Reck
  - Platz 1 in der Mannschaftswertung